# Bellevalia saviczii
Bellevalia saviczii là một loài thực vật có hoa trong họ Măng tây. Loài này được Woronow mô tả khoa học đầu tiên năm 1927.